# Gabriela Munteanu
Gabriela Munteanu (n. 6 februarie 1939, Albești) este un muzicolog-pedagog român.
Profesor universitar - Doctor în Muzicologie.
Publică numeroase cărți și studii de pedagogie/didactică muzicală:
- Îndrumar metodic pentru practica pedagogică, București, Edit. Fundației România de Mâine, 1997;
- Metodica predării educației muzicale în gimnaziu și liceu, București, Edit. SIGMA, 1999.
- Ghidul profesorului de educație muzicală, clasele V-VI, București, Edit. SIGMA, 1999.
- Didactica educației muzicale pentru învățământul primar, București, Edit. Didactică și Pedagogică, ediția I, 2001, ediția a II-a, 2008 (în colab.G.Aldea)
- Didactica educației muzicale, București, Edit. Fundației România de Mâine, ediția I-2005, ediția a II-a, 2007
- Teoria muzicii – solfegiu-dicteu muzical muzicale, București, Edit. Fundației România de Mâine, 2007
- Modalul în teoria muzicii, București, Edit. Fundației România de Mâine, 2009 (în colab. I.Oltețeanu
- Modele de educație muzicală, București, Edit. Fundației România de Mâine, 2008
- și multe altele...

În cercetarea științifică urmărește și realizează în referate și articole  probleme de didactică  pe teme ce privesc:  Lingvistica și muzica, Jocul în educația muzicală, Ludicul în creația compozitorilor români( creație corală și miniatura instrumentală), Module conjuncție și disjuncție  în solfegiere( modal-tonal-atonal), Evaluarea computerizată în învățământul muzical.
Participări la congrese, conferințe internaționale, naționale. (Lovain- Belgia 1994, Cambridge- Anglia 1995, Chișinău-Republica Moldova 1992, 2010, 2011, Cluj 2009, 2010, 2011, Timișoara, 2009, 2010, 2011 București).
Premii/Diplome. Premiul acordat de Uniunea Compozitorilor și Muzicologilor din România (UCMR) secția didactică 1992, pentru lucrarea Exerciții muzicale (colab. Dan Buciu, Doina Rotaru), Profesor evidențiat 1984, 1986; Diploma de Excelență a Universității Spiru Haret 2011 etc.